# 1910 في النمسا
فيما يلي قوائم الأحداث التي وقعت خلال عام 1910 في النمسا.

## رياضة
- 1 يناير – بطولة العالم للشطرنج 1910

## مواليد

### مايو
- 1 مايو – رولان راينر[1]

### أغسطس
- 15 أغسطس – يوزف كلاوس سياسي نمساوي.[2]

### نوفمبر
- 15 نوفمبر – جوزيف أرغاور لاعب كرة قدم نمساوي.

## وفيات

### مارس
- 10 مارس – كارل لوجر (مواليد 1844) سياسي نمساوي.[3]